# Estación Manuela Pedraza
Manuela Pedraza es una estación de ferrocarril del departamento Simoca, en la provincia de Tucumán, Argentina.

## Servicios
No presta servicios de pasajeros, solo de cargas. Sus vías corresponden al Ramal CC del Ferrocarril General Belgrano. Sus vías e instalaciones están a cargo de la empresa estatal Trenes Argentinos Cargas.